# Цибко Людмила Михайлівна
Людми́ла Миха́йлівна Цибко (нар. 1937, село Комарівка, тепер Теплицького району Вінницької області) — українська радянська діячка, новатор виробництва, швачка Кам'янець-Подільської швейної фабрики Хмельницької області. Депутат Верховної Ради УРСР 7—8-го скликань.

## Біографія
З 1957 року — швачка-мотористка Кам'янець-Подільської швейної фабрики Хмельницької області. Систематично перевиконувала норми виробітку при відмінній якості продукції, впроваджувала у виробництво досягнення передового досвіду, була ударником комуністичної праці.
Закінчила із золотою медаллю Кам'янець-Подільську вечірню середню школу.
Обиралася членом Центральної ревізійної комісії ВЦРПС.

## Нагороди
- орден «Знак Пошани»
- медалі